# Bavispe
Para el municipio del cual éste pueblo es cabecera véase: «Municipio de Bavispe».
Bavispe (del idioma ópata Bavipa: "Donde el río da vuelta") es un pueblo mexicano ubicado en el noreste del estado de Sonora, en la zona alta de la Sierra Madre Occidental cercano a los límites con el estado de Chihuahua, el pueblo es la cabecera municipal y la localidad más habitada del homónimo municipio de Bavispe. Según datos del Censo de Población y Vivienda realizado en 2020 por el Instituto Nacional de Estadística y Geografía (INEGI), Bavispe contaba con 674 habitantes.
Fue fundado en 1645 por el misionero jesuita de origen español Cristóbal García bajo el nombre de San Miguel de Bavispe como una misión religiosa, con el propósito de evangelizar a las tribus ópatas que habitaban ese lugar en los tiempos anteriores y durante la conquista.
Su nombre proviene de la lengua indígena de los ópatas, originalmente de la palabra Bavipa, que se interpreta como "Donde el río da vuelta".
El pueblo se encuentra a 158 km al sureste de la ciudad fronteriza de Agua Prieta en la frontera con los Estados Unidos, a 328 km al noreste de Hermosillo la capital estatal, a 647 km al este de la ciudad portuaria de Puerto Peñasco, y 582 km al noreste de Ciudad Obregón, la segunda ciudad más importante del estado.

## Historia

### Exploraciones y llegada de los colonizadores
El territorio donde actualmente se encuentra el pueblo, estuvo ocupado desde mucho antes de la llegada de los españoles por los indígenas ópatas. A inicios de 1600 (entre 1610 y 1630) llegaron a esta zona exploradores y conquistadores españoles, que junto con misioneros avanzaban con la colonización de la Nueva España, en ese tiempo un padre franciscano llamado Marcos de apellido desconocido visitó la zona para evangelizar a los nativos que ocupaban la región de los que hoy son los pueblos de Bavispe, Bacerac y Tamichopa, fray Marcos era uno de los misioneros que iban desde Casas Grandes, Chihuahua a Nuevo México, EE. UU., y ese mismo año siguió su camino yendo hacia lo que hoy es El Paso, Texas.
En 1642, llegaron a este lugar más exploradores, fueron el jesuita portugués Pedro Méndez, el general español Pedro de Perea y el fray Silvestre Cárdenas quienes viajaban desde el sur hasta esta zona para seguir enseñando el catolicismo a los ópatas y así lograr someterlos y conquistar la región.

### Fundación
En el año de 1645, el jesuita español Cristóbal García que iba evangelizando a lo largo de gran parte de la Sierra Madre Occidental visitando y fundando misiones religiosas en los antiguos pueblos que en la actualidad son Sahuaripa, Huásabas, Villa Hidalgo (en ese entonces llamado Oputo), Nácori, Bacadéhuachi y el extinto Techicadéguachi llegó a aquí, para también fundar una misión y tener un asentamiento definitivo dedicado a la enseñanza católica de los indígenas, nombrándola San Miguel de Bavispe, siendo ésta la fundación oficial como asentamiento y centro de población formal, pero el jesuita no se quedó a residir en el lugar, ya que continuó con su labor misionera dirigiéndose hacia el actual pueblo de Huachinera.
De 1646 a 1649 la misión estuvo a cargo del franciscano Juan Suárez, quién también estaba a cargo de la de Oputo, hasta años después los franciscanos fueron expulsados de la Nueva España por orden real proveniente de España.

### Conflictos étnicos
En 1688, cuando se hizo popular en las poblaciones tener participación de los militares debido a las rebeliones étnicas y así defenderse de éstas, Bavispe estaba bajo jurisdicción militar de Marcos Humata, quién era gobernador del pueblo vecino de Bacerac, teniendo también bajo su defensa a Huachinera, se creó el cargo de Capitán General, y el gobernador de Huásabas Francisco Javier Cuervo recibió el nombramiento por el gobernador de la provincia de Sonora y Sinaloa, por lo que Bavispe pasó a su cargo militar, junto con Oputo, Nácori, Huachinera y Bacerac. En los próximos años los ataques a los misioneros aumentaron tras fundarse el presidio en Santa Rosa de Corodéhuachi (hoy el pueblo de Fronteras) el cual fue el primero en su tipo en establecerse, estando en la frontera de los puertos de entrada de los ópatas con los apaches, janos, sumas, jocomes y conchos, lo que elevó los ataques entre dichas etnias.
Cuando los ataques de apaches incrementaron en violencia, las fuerzas militares del Estado de Occidente que estaban presentes sólo en Santa Rosa de Corodéhuachi, optaron por incluir al pueblo ópata y al pima entre sus militantes, confiando en sus servicios defensivos, para defender la zona del valle de Bacerac y sus alrededores. Fue entonces cuando en Bavispe, se construyó una muralla para protegerse de los apaches, sus habitantes además de tener la obligación de auxiliar continuamente al presidio, tenían que velar por ellos mismos la seguridad del pueblo de la entrada de los invasores, esto mismo ocurrió en Huachinera y Bacerac, hasta que las rebeliones cesaron.

### Presidio militar Compañía de Ópatas de Bavispe
A inicios del siglo XVIII, se eligieron Capitanes Generales para cada población o nación de indígenas, y el gobernador de la provincia nombró al primero en Bavispe con ese cargo. En 1781 se fundó un presidio militar nombrado Compañía de Ópatas de Bavispe, que obligaba a sus residentes ópatas para el cargo de soldados, con autorización del gobierno de la provincia, en total eran 100 soldados indígenas los que defendían el pueblo, ocasionando un poco de autonomía en la etnia.
Después de esto, el pueblo de Bavispe comenzó a dejar de lado el propósito de misión e inició un proceso de secularización rompiéndose la alianza entre ópatas y españoles, vulnerando los cargos políticos y militares de los españoles, a pesar de eso, a finales del siglo XIX los indígenas casi estaban extintos entre la población que residía aquí.
En 1774 en su visita en el Estado de Occidente el coronel Hugo de O'Connor, quién era inspector general de los presidios en las provincia de Nueva Vizcaya, estableció tres Compañías de Indios auxiliares con 25 hombres cada una mandadas por oficiales españoles, una de pimas que se situó en San Rafael de Buenavista y dos de ópatas cuyas bases fueron Bacoachi y Bavispe.

### Creación de su municipio
El 19 de marzo de 1812 entró en vigor la Constitución española de Cádiz, en la que se ordenaba que los sentamientos con más de 1,000 habitantes fueran nombrados como municipios, (siendo ésta la primera división política del antiguo Estado de Occidente, dividiéndose en 12 primeros municipios), Bavispe fue uno de éstos en lograr poseer un gobierno municipal por primera vez. Dicha categoría de municipalidad, se le retiró en el año de 1814 por el rey de España Fernando VII, cuando restableció la Constitución de Cádiz y segregó dichos primeros municipios. El 31 de octubre de 1825, después de separarse el Estado de Occidente y quedar Sonora y Sinaloa como dos estados distintos, se decretó una Constitución local en Sonora, y su establecimiento mandaba nombrar de nuevo municipios a las localidades con más de 3,000 residentes, pero Bavispe no logró el nombramiento por poseer una cantidad menor a la que se requería.
Después en 1831, una nueva constitución determinó que el estado de dividiera en partidos, y la región de Bavispe quedó bajo administración del Partido de Moctezuma, siendo administrado por un juez de paz, el 13 de mayo de 1848 se creó el Distrito de Moctezuma, al declararse una nueva división en distritos, por lo que Bavispe también formó parte de este. Y así permaneció por al menos casi un siglo.
El 4 de diciembre de 1931 fue nombrado como municipio libre y definitivo, segregándose del antiguo municipio de Oputo, hoy llamado Villa Hidalgo.

### Terremoto de 1887
El 3 de mayo del año de 1887 se presentó un movimiento de placas importantes en el noreste y este del estado de Sonora sobre la Sierra Madre Occidental, la ruptura que se dio fue sobre la falla Pitaycachi cerca de la frontera con Arizona, ocasionando un terremoto de 7.4 escala de Richter al que se le conoce como el Sismo de Bavispe, afectando de forma impactante en el territorio de los municipio de Bavispe, Bacerac y Villa Hidalgo, y en menor magnitud en los de Huásabas, Granados, Bacadéhuachi y Nácori Chico. Los tres primeros quedaron absolutamente en ruinas, en el pueblo de Bavispe no quedó construcción alguna de pie, en el desastre fallecieron entre 40 y 60 personas. No hubo ayuda hasta 4 días después cuando desde Moctezuma llegó el capitán Emilio Kosterlisky acompañados de soldados de la Guardia Nacional quienes comenzaron a desenterrar cuerpos entre los escombros, para evitar epidemias, en los siguientes días continuó temblando y para el 8 de mayo todo estaba ya en la normalidad.

## Geografía
Véase también: Geografía del municipio de Bavispe.
El pueblo de Bavispe se encuentra localizado en la zona noreste del estado de Sonora, en el noroeste del país, en la región alta de la Sierra Madre Occidental, sobre las coordenadas geográficas 30°28′48″ de latitud norte y 108°56'26" de longitud oeste del meridiano de Greenwich, a una elevación media de 1005 metros sobre el nivel del mar. Se sitúa en el territorio sur de su municipio el cual limita al norte con el municipio de Agua Prieta, al oeste con el de Nacozari de García, al sur con el de Bacerac, y al este limita con el estado de Chihuahua, en particular con los municipios de Janos y Casas Grandes.
Ocupa lugar en el centro de un valle y zonas relativamente bajas a lo largo del cauce del río Bavispe en comparación a las altas elevaciones que lo rodean, la zona alta cercana presenta territorio generalmente montañoso, las mayores elevaciones son la Sierra la Charola con 2,520 metros de altitud y la Sierra Hachita Hueca con 2,480 metros de altura y que son respectivamente la cuarta y séptima altitud del estado de Sonora. Otras elevaciones son la sierra Los Pilares de Teras, el cerro Santa Beatriz, la sierra Los Blancos, el cordón la Ventana, el cerro Cuesta Blanca, la sierra Tasahuinora, y el Pico Guacamaya, el punto más alto del estado de Sonora, con 2,620 metros sobre el nivel del mar.
Su principal corriente fluvial es el río Bavispe, que procede del estado de Chihuahua e ingresa a su municipio y lo recorre en sentido de norte a sur, a él se dirigen todas las corrientes menores del territorio municipal, como los arroyos El Santo, el Durazno, las Carpitas, el Texano, la Borrega, Rancho Seco, Chuvivérachi, la Pita, Hoyo de Mezcal, la Cañada, el Jacaral, el Cajón, el Batamote y las Cañadas. Y forma parte de la cuenca hidrológica del río Yaqui y de la Región hidrológica Sonora-Sur.

### Clima
El clima del territorio municipal se compone 70.10% de semiseco-templado en partes del este y del oeste, 20.46% de seco-semicálido en el centro-norte, centro y centro sur, 7.0% de templado-subhúmedo en partes de oeste y suroeste, y 2.44% de semiseco-semicálido en el sur, con una temperatura media máxima mensual de 28.5 °C en los meses de junio a septiembre y una media mínima de 10.5 °C en diciembre y enero, la temperatura media anual es de 19.5 °C.
El período de lluvias se presenta en verano, en los meses de julio y agosto, contándose con una precipitación media anual de 426.9 milímetros, las heladas son frecuentes de noviembre y marzo.
| Parámetros climáticos promedio de Bavispe, Sonora (1951-2010)                   | Parámetros climáticos promedio de Bavispe, Sonora (1951-2010) | Parámetros climáticos promedio de Bavispe, Sonora (1951-2010) | Parámetros climáticos promedio de Bavispe, Sonora (1951-2010) | Parámetros climáticos promedio de Bavispe, Sonora (1951-2010) | Parámetros climáticos promedio de Bavispe, Sonora (1951-2010) | Parámetros climáticos promedio de Bavispe, Sonora (1951-2010) | Parámetros climáticos promedio de Bavispe, Sonora (1951-2010) | Parámetros climáticos promedio de Bavispe, Sonora (1951-2010) | Parámetros climáticos promedio de Bavispe, Sonora (1951-2010) | Parámetros climáticos promedio de Bavispe, Sonora (1951-2010) | Parámetros climáticos promedio de Bavispe, Sonora (1951-2010) | Parámetros climáticos promedio de Bavispe, Sonora (1951-2010) | Parámetros climáticos promedio de Bavispe, Sonora (1951-2010) |
| Mes                                                                             | Ene.                                                          | Feb.                                                          | Mar.                                                          | Abr.                                                          | May.                                                          | Jun.                                                          | Jul.                                                          | Ago.                                                          | Sep.                                                          | Oct.                                                          | Nov.                                                          | Dic.                                                          | Anual                                                         |
| ------------------------------------------------------------------------------- | ------------------------------------------------------------- | ------------------------------------------------------------- | ------------------------------------------------------------- | ------------------------------------------------------------- | ------------------------------------------------------------- | ------------------------------------------------------------- | ------------------------------------------------------------- | ------------------------------------------------------------- | ------------------------------------------------------------- | ------------------------------------------------------------- | ------------------------------------------------------------- | ------------------------------------------------------------- | ------------------------------------------------------------- |
| Temp. máx. abs. (°C)                                                            | 32.0                                                          | 36.0                                                          | 38.0                                                          | 39.0                                                          | 45.0                                                          | 49.0                                                          | 49.0                                                          | 45.0                                                          | 49.5                                                          | 45.0                                                          | 37.0                                                          | 35.0                                                          | 49.5                                                          |
| Temp. máx. media (°C)                                                           | 18.0                                                          | 20.7                                                          | 24.1                                                          | 28.4                                                          | 32.9                                                          | 38.4                                                          | 36.6                                                          | 35.9                                                          | 34.5                                                          | 30.2                                                          | 23.5                                                          | 18.8                                                          | 28.5                                                          |
| Temp. media (°C)                                                                | 9.8                                                           | 11.8                                                          | 14.9                                                          | 18.7                                                          | 23.0                                                          | 28.2                                                          | 28.1                                                          | 27.4                                                          | 25.9                                                          | 20.9                                                          | 14.5                                                          | 10.6                                                          | 19.5                                                          |
| Temp. mín. media (°C)                                                           | 1.5                                                           | 2.9                                                           | 5.8                                                           | 9.1                                                           | 13.1                                                          | 18.1                                                          | 19.7                                                          | 19.0                                                          | 17.2                                                          | 11.7                                                          | 5.5                                                           | 2.3                                                           | 10.5                                                          |
| Temp. mín. abs. (°C)                                                            | -10.0                                                         | -8.5                                                          | -6.0                                                          | -3.0                                                          | 2.0                                                           | 8.0                                                           | 6.5                                                           | 11.0                                                          | 8.0                                                           | 0.0                                                           | -9.5                                                          | -7.5                                                          | -10.0                                                         |
| Precipitación total (mm)                                                        | 26.8                                                          | 22.7                                                          | 12.0                                                          | 8.8                                                           | 5.7                                                           | 16.9                                                          | 97.0                                                          | 85.3                                                          | 47.3                                                          | 25.1                                                          | 21.9                                                          | 34.8                                                          | 404.3                                                         |
| Días de precipitaciones (≥ 0.1 mm)                                              | 3.7                                                           | 2.9                                                           | 1.7                                                           | 1.3                                                           | 0.9                                                           | 2.2                                                           | 10.1                                                          | 8.6                                                           | 5.4                                                           | 2.8                                                           | 2.0                                                           | 3.8                                                           | 45.4                                                          |
| Fuente: Servicio Meteorológico Nacional. Actualizado el 3 de diciembre de 2016. |                                                               |                                                               |                                                               |                                                               |                                                               |                                                               |                                                               |                                                               |                                                               |                                                               |                                                               |                                                               |                                                               |

## Demografía
De acuerdo a los datos del Censo de Población y Vivienda realizado en 2020 realizado por el Instituto Nacional de Estadística y Geografía (INEGI), el pueblo tiene un total de 674 habitantes, de los cuales 349 son hombres y 325 son mujeres. En 2020 había 303 viviendas, pero de estas 213 viviendas estaban habitadas, de las cuales 49 estaban bajo el cargo de una mujer.
El 87.98% de sus pobladores pertenece a la religión católica, el 9.5% es cristiano evangélico/protestante o de alguna variante, mientras que el 2.37% no profesa ninguna religión.

### Educación y salud
Según el Censo de Población y Vivienda de 2020; 6 adolescentes de entre 12 y 14 años (0.89% del total), 33 adolescentes de entre 15 y 17 años (4.9%) y 7 jóvenes de entre 18 y 24 años (1.04%) no asisten a ninguna institución educativa. 13 habitantes de 15 años o más (1.93%) son analfabetas, 12 habitantes de 15 años o más (1.78%) no tienen ningún grado de escolaridad, 65 personas de 15 años o más (9.64%) lograron estudiar la primaria pero no la culminaron, 40 personas de 15 años o más (5.93%) iniciaron la secundaria sin terminarla, teniendo el pueblo un grado de escolaridad de 7.96.
La cantidad de población que no está afiliada a un servicio de salud es de 358 personas, es decir, el 53.12% del total, de lo contrario el 46.74% sí cuenta con un seguro médico ya sea público o privado. Con datos del mismo censo, 51 personas (7.57%) tienen alguna discapacidad o límite motriz para realizar sus actividades diarias, mientras que 7 habitantes (1.04%) poseen algún problema o condición mental.

### Instituciones educativas
En 2010 se tenían tres centros educativos registrados:
- El jardín de niños "Agustín de Vildosola", de carácter público y administrada por el gobierno federal;[31]
- La escuela primaria "General Miguel S. Samaniego", pública y administrada por el gobierno estatal;[32]
- La telesecundaria #198, pública estatal.[33]

### Población histórica
Evolución de la cantidad de habitantes desde el evento censal del año 1900:
| Año           | 1900 | 1910 | 1921 | 1930 | 1940 | 1950 | 1960 | 1970  | 1980 | 1990 | 1995 | 2000 | 2005 | 2010 | 2020 |
| Población     | 724  | 504  | 816  | 693  | 887  | 925  | 915  | 1,040 | 876  | 801  | 674  | 715  | 665  | 701  | 674  |
| Fuente: INEGI |      |      |      |      |      |      |      |       |      |      |      |      |      |      |      |

## Gobierno
Véase también: Gobierno del municipio de Bavispe.
Bavispe es una de las 12 localidades que conforman el municipio de Bavispe, y por ser la cabecera, es la sede del gobierno municipal, cuyo ayuntamiento está integrado por un presidente municipal, un síndico, 3 regidores de mayoría relativa y 2 de representación proporcional, elegidos para un periodo de tres años que no puede ser reelecto para el siguiente periodo, pero si de forma no consecutiva. Bajo su jurisdicción municipal están los pueblos de San Miguelito, La Mora y La Galerita, considerados como comisarías.

### Representación legislativa
Para la elección de diputados locales al Congreso del Estado de Sonora y de diputados federales a la Cámara de Diputados de México el pueblo se encuentra integrado en los siguientes distritos electorales:
- Local:
  - VII Distrito Electoral del Congreso del Estado de Sonora con cabecera en Agua Prieta.[36]

- Federal:
  - IV Distrito Electoral Federal de Sonora de la Cámara de Diputados de México, con cabecera en Heroica Guaymas.[37]

## Cultura

### Edificios arquitectónicos
- El templo de San Miguel Arcángel, construido en 1678 de estilo gótico.

### Fiestas y celebraciones
- 15-16 de septiembre: celebraciones del aniversario de la Independencia de México;
- 29 de septiembre-31 de octubre: Fiesta patronal en honor a San Miguel Arcángel.[38]

## Galería
|                                  |
| Letrero de bienvenida al pueblo. |

|                                   |
| El templo San Miguel de Arcángel. |